# Captain Jinks' Widow
Captain Jinks' Widow è un cortometraggio muto del 1917 diretto da Lawrence Semon (Larry Semon).

## Produzione
Il film fu prodotto dalla Vitagraph Company of America.

## Distribuzione
Il film uscì nelle sale cinematografiche statunitensi distribuito dalla Greater Vitagraph (V-L-S-E).